# ONCF DF 100
Die DF 100 ist eine Baureihe dieselelektrischer Lokomotiven des marokkanischen Eisenbahnunternehmens Office National des Chemins de Fer (ONCF).
Die sechsachsigen Maschinen mit der Achsfolge C’C’ entsprechen weitgehend der Baureihe CC 72000 der SNCF. Sie wurden für den schnellen Reisezugdienst wie auch für den Güterverkehr konzipiert. Die Radsatzgetriebe wirken auf alle Radsätze der dreiachsigen Drehgestelle, sie sind auf zwei Geschwindigkeitsstufen umschaltbar. Die Langsamfahrstufe beträgt maximal 85 km/h, die Schnellfahrstufe 135 km/h.
Zwischen 1968 und 1970 wurden 14 der über Puffer 20.190 mm langen Lokomotiven an die ONCF ausgeliefert. Sie erhielten die Betriebsnummern 101 bis 114. Ihre Dauerleistung beträgt 2.250 kW, sie sind 108 t schwer.
2007 wurden von der SNCF sechs gebrauchte CC 72000 erworben und in die Baureihe DF 100 eingereiht. Es handelt sich um die vier Maschinen 72003, 72009, 72018 und 72020 mit einer Höchstgeschwindigkeit von 140 km/h sowie die 160 km/h schnellen 72027 und 72085. In Marokko tragen sie die Betriebsnummern 115 bis 120.

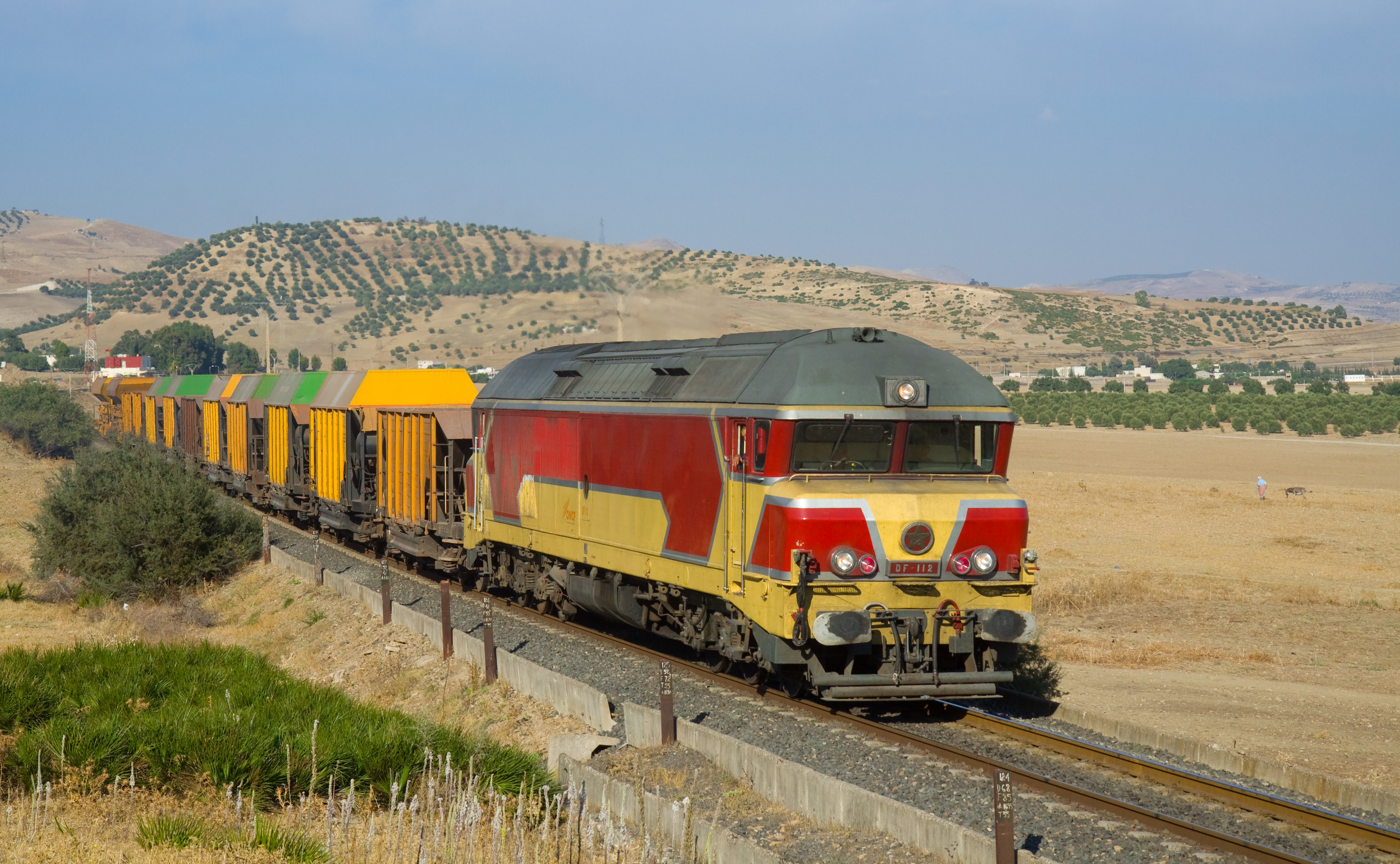
DF 112 mit einem Schotterzug bei Bab Marzouka
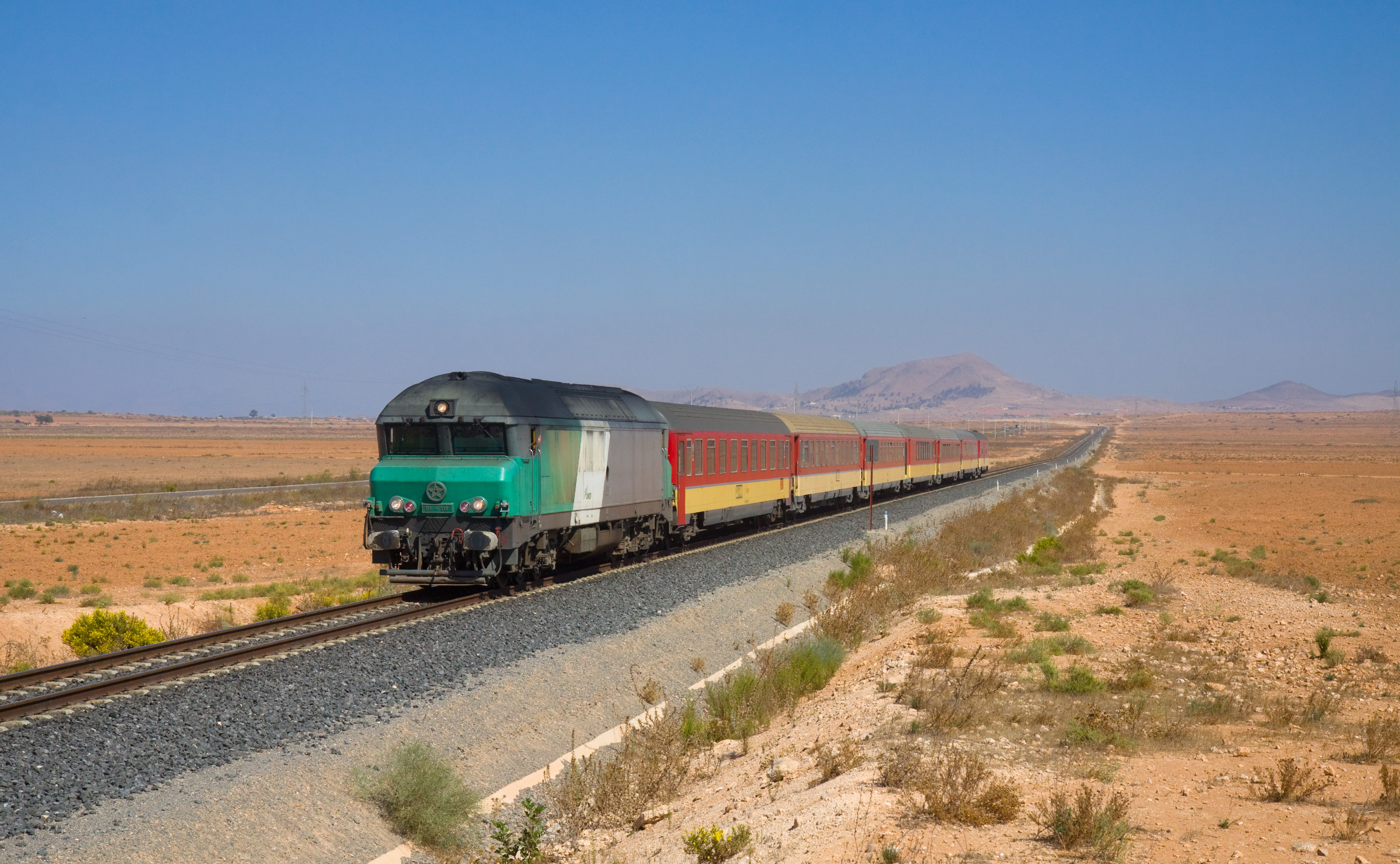
DF 118 (ehemalige CC 72027) noch in der SNCF-Fret-Farbgebung bei Hassi Berkane